# Triptyque Stefaneschi
Le triptyque Stefaneschi est une peinture en triptyque de Giotto di Bondone et de son atelier, datant de 1320 environ et conservée à la pinacothèque vaticane après avoir été le retable du maître-autel de l'ancienne basilique Saint-Pierre de Rome.
L'endroit et l'envers du triptyque sont peints et ses parties centrales font 178 × 89 cm, les parties latérales 168 × 83 cm, la prédelle 45 × 83 cm.
Il est maintenant conservé à la pinacothèque vaticane sous la référence d'inventaire 40120.

## Histoire
Le cardinal Giacomo Stefaneschi (à Rome alors que le pape est à Avignon) est le commanditaire de ce retable destiné au maître-autel de l'ancienne basilique Saint-Pierre de Rome, dans le but politique de ramener la papauté à Rome.
Le commanditaire  est représenté en orant (priant à genoux) sur les deux faces du retable dans les panneaux du centre.
Un document de 1603 du  Liber benefactorum de la  basilique vaticane, indique le don de cette peinture et son coût payé par le cardinal de  800 florins, un chiffre très élevé. Au XVIIe siècle on découvre la date de 1320 sur la trame originale et confirmée par la présence de Célestin V qui fut canonisé en 1313 et représenté portant l'auréole.

## Sujet
Suivant  le principe iconographique des polyptyques, les sujets principaux  de la sanctification  et le commanditaire figurent aux centre des faces du triptyque, les panneaux latéraux exposant les figures terrestres (les hauts, les sujets célestes) : 
Au rectoLe Christ du panneau central est trônant, entouré d'anges et d'un orant et les panneaux latéraux exposent des épisodes bibliques du Nouveau Testament scènes de martyres des saints).
Au versoSaint Pierre trônant entouré d'anges et  de deux orants et les panneaux latéraux exposent des saints debout avec leurs attributs.
les médaillons en tondo, les pinacles, les colonnettesils comportent également des saints, des prophètes et des anges.

Les deux faces
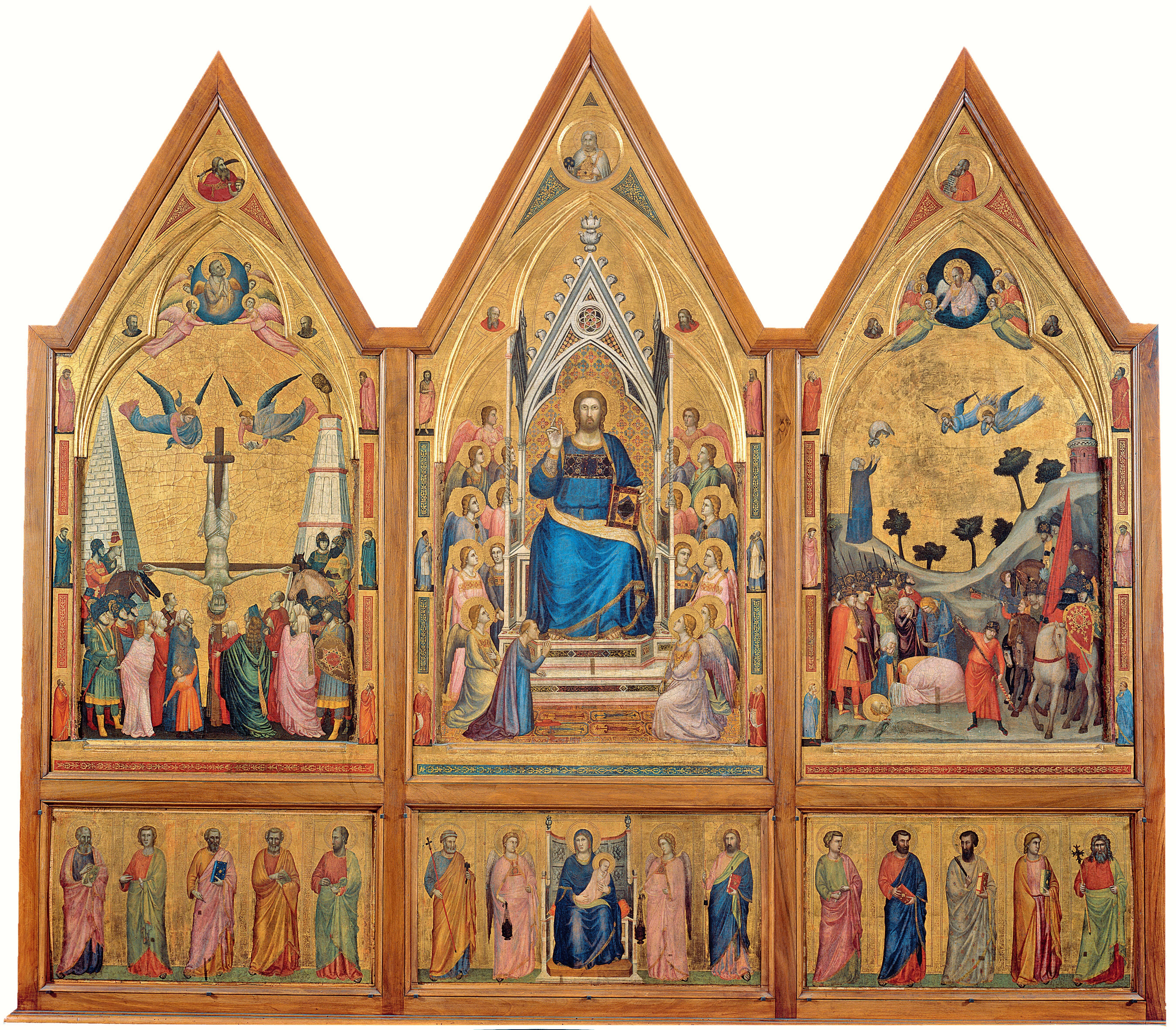
Recto, face vue par les fidèles.
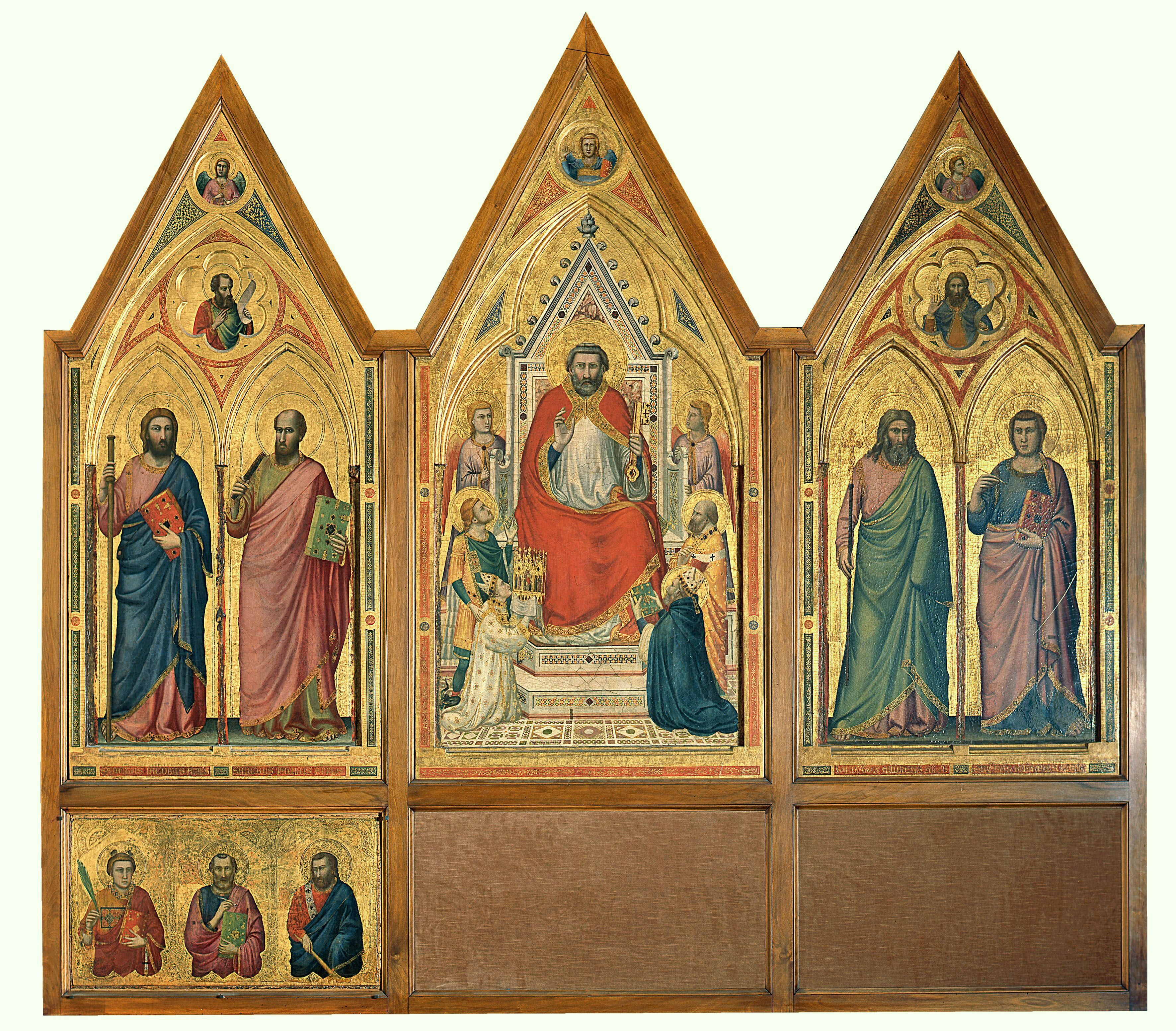
Verso, face vu des prélats.

## Composition

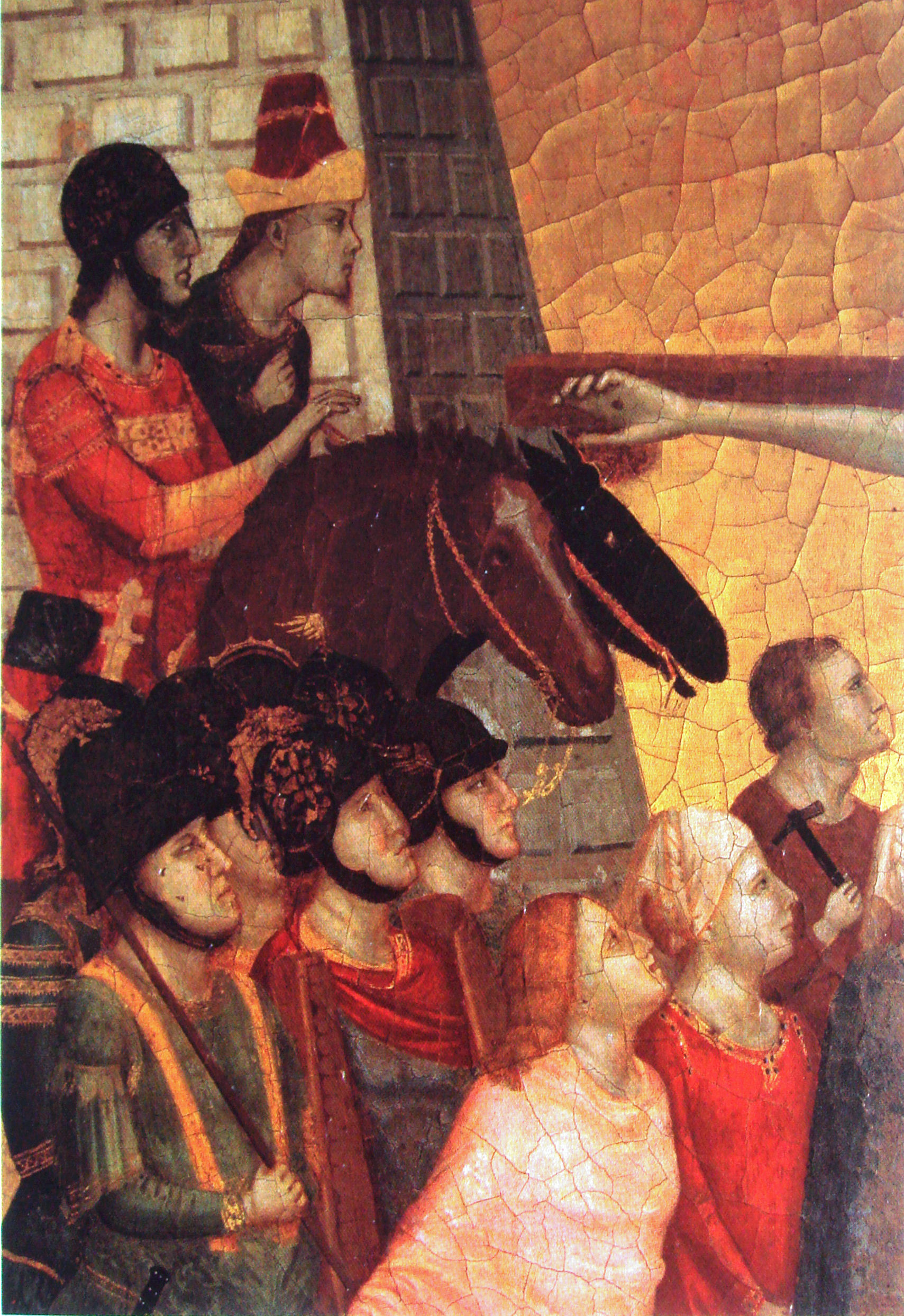
Détail du crucifiement de saint Pierre.

Le triptyque est peint sur les deux côtés, afin d'être vu non seulement par les fidèles, mais aussi par les prélats. Les scènes choisies traitent essentiellement des apôtres Pierre et Paul. Sont aussi représentés saint Georges et le pape Célestin V, en habit monastique, par saint Sylvestre, saint Jacques le Majeur, saint André, saint Jean l'Évangéliste et saint Étienne. Au centre, trône le Christ entouré d'anges, le cardinal à ses pieds.

### Face recto
- Au centre : le Christ en majesté  sur un trône gothique au milieu des anges avec le cardinal Stefaneschi, agenouillé et penché pour lui baiser les pieds.
- panneau de gauche  : le crucifiement  de saint Pierre, entre le Térébinthe de Néron et la Meta Romuli, allégorie symbolique de Rome et du Vatican.
- panneau de droite : le  martyre par la décapitation de saint Paul, entre les pleureuses et les soldats, entouré plus haut du phare d'Ostie et d'une jeune fille jetant le tissu ayant servi à éponger son sang et gonflé par son âme montant au Paradis.
- en prédelle : Vierge à l'Enfant trônant en majesté entre deux anges et les douze apôtres.

### Face verso
- Au centre :  saint Pierre trônant entouré de deux anges et de  deux figures saintes avec, présenté par saint Georges, le cardinal Stefaneschi agenouillé portant, vers le Christ,  le  triptyque ; en face de lui agenouillé,  le pape Célestin Ier (connu aussi sous le nom de saint Pierre de Morrone) ; saint Pierre est  représenté bénissant de la main droite, tenant les clefs du royaume de l'autre main (ses attributs courants).
- panneau de gauche :  saint Jacques et saint Paul à gauche,
- panneau de droite : saint André et saint Jean l'Évangéliste
- en prédelle : ne subsistent que  trois saints au centre (dont saint Étienne à gauche, les deux autres étant non identifiés).

## Analyse

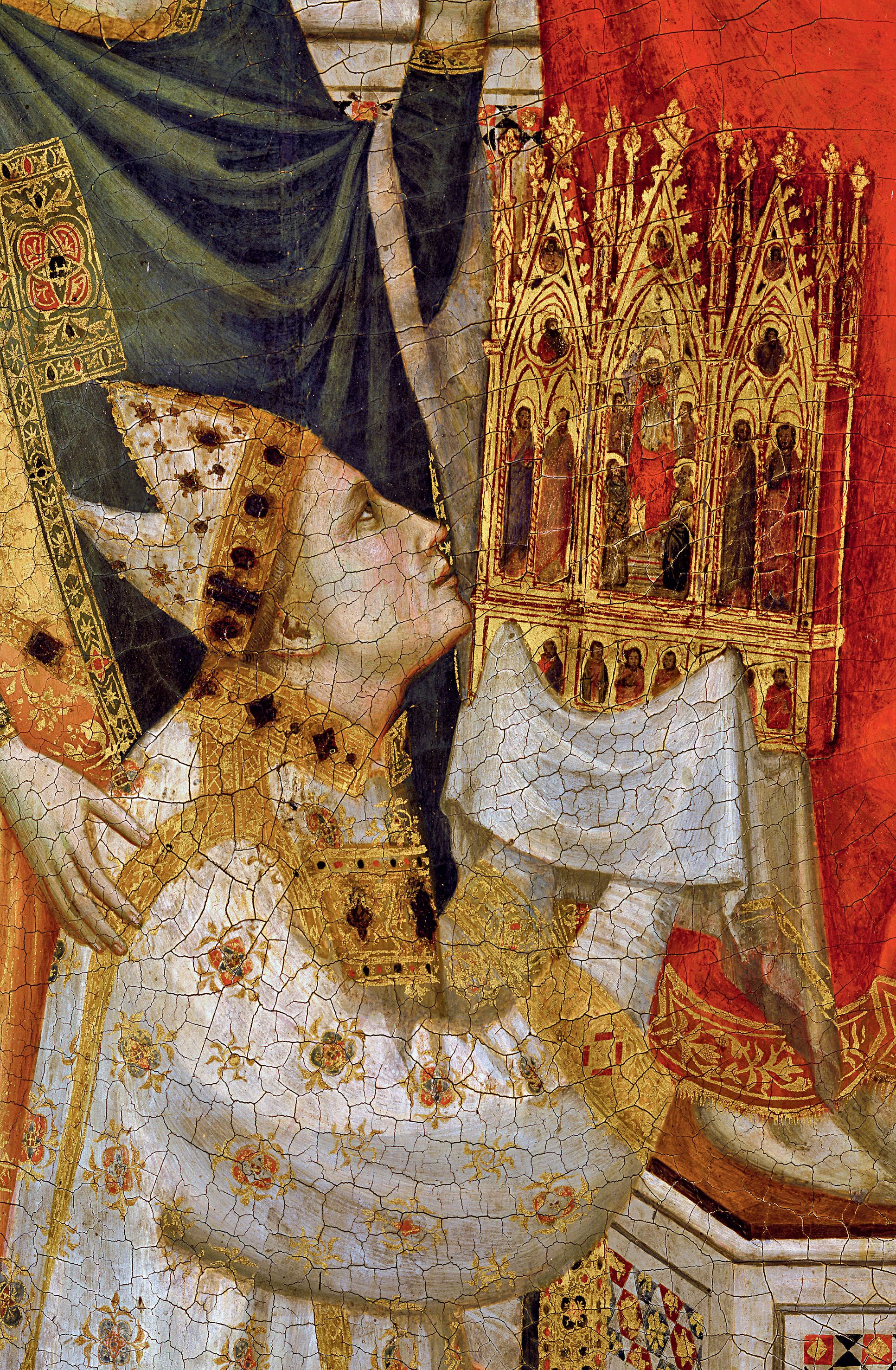
Le cardinal Stefaneschi portant sa propre représentation sur le tableau.

La perspective à point de fuite central  du pavement sous les pieds du saint Pierre du panneau central du verso est clairement explicite ; moins sous le trône du Christ du panneau central du recto accentuant sa position de figure divine (trônant, il est dans les cieux après sa résurrection).
La perspective signifiante (chère aux peintures gothique et byzantine) est également accentuée dans ce panneau du recto avec les figures accompagnatrices nettement plus petites que le Christ (comme sur les personnages des panneaux latéraux). 
Les principes des peintures gothique et byzantine sont aussi présents par les nombreux fonds d'or remplissant les ciels, les auréoles circulaires...

### Particularité iconographique
Sur l'envers, le cardinal Stefaneschi est représenté à genoux portant le triptyque, exposant la face le représentant portant le triptyque, etc. 
Un exemple de mise en abyme inhabituel pour ce temps.

## Sources
- pour les dimensions, La Peinture gothique italienne  et la Notice du Vatican.